# 하사날 볼키아
하지 하사날 볼키아(말레이어: Paduka Seri Baginda Sultan Haji Hassanal Bolkiah Mu'izzaddin Waddaulah, 문화어: 하지 하싸날 볼키아흐, 1946년 7월 15일 ~ )는 현재 브루나이의 술탄이다. 1967년 그는 술탄이 되었으며, 1984년 브루나이가 독립하자 정식 술탄이 되었다. 그는 약 220억 달러(한화로 약 24조 원)의 재산을 가진 자산가로도 널리 알려져 있으며, 브루나이의 모든 국가 관련 권한과 실권은 오직 군주 하사날 볼키아 그 자신만이 가지고 있다.

## 약력
- 1946년 7월 15일, 당시의 영국 자치 식민지 브루나이에서 국왕 오마르 알리 사이푸딘 3세의 장남으로 탄생.
- 1961년 왕세자가 된다.
- 1964년 오마르 알리 사이푸딘 컬리지 입학.
- 1965년 사레하 왕비와 결혼.
- 1966년 영국의 샌드허스트 왕립 육군사관학교에 유학. 다음 해까지를 영국에서 지낸다.
- 1967년 부왕이 퇴위를 예고하자 5월 20일, 귀국하고 부왕의 선위를 받아 10월 5일, 제30대 부르나이 술탄으로 즉위.
- 1968년 8월 1일, 대관식이 거행되어 정식으로 국왕이 된다.
- 1970년 일본 만국 박람회 시찰을 위해 일본 방문.
- 1974년 2월 17일, 사레하 왕비와의 사이에 왕세자 알무흐타디 빌라 탄생.
- 1981년 마리암 제2왕비와 결혼(후에 2003년에 이혼).
- 1984년 브루나이 독립. 동시에 총리, 재정부 장관, 내무부 장관을 겸임한다.
- 1986년 총리, 국방장관을 겸임.
- 1997년 현재의 수상, 국방장관, 재정부 장관 겸임.
- 2005년 아즈리나 마즈할 제2왕비와 결혼(후에 2010년에 이혼).